# Relationer mellan Egypten och Estland
Relationer mellan Egypten och Estland började på diplomatisk nivå i sin nuvarande form 2 januari 1992, efter att Egypten erkänt Estland 6 september 1991. Båda länderna hade dock erkänt varann redan under Estlands första självständighetstid. Estlands ambassad i Kairo öppnades i mars 2010. Det är Estlands enda ambassad i Afrika och Arabländerna.
I början av 1920-talet bodde det tiotals ester i Egypten, de flesta lämnade dock Egypten senare.

## Besök
| Tidpunkt      | Beskrivning |
| ------------- | --- |
| januari 2005  | Kristiina Ojuland besökte Kairo och Alexandria. I Kairo träffade hon Amr Musa, Ahmed Aboul Gheit, Faiza Abou el-Naga och Mustafa Alfeq. |
| november 2005 | Andrus Ansip träffade Ahmad Nazif i Barcelona.                                                                                          |
| december 2007 | Andrus Ansip mötte Ahmad Nazif i Lissabon.                                                                                              |
| mars 2009     | Urmas Paet och Ahmed Aboul Gheit träffades i Kairo.                                                                                     |
| mars 2010     | Urmas Paeti besökte Egypten och öppnade Estlands ambassad i Kairo.                                                                      |